# Линкс (озеро)
Линкс (англ. Lynx Lake, что в переводе означает Рысиное озеро) — озеро в Северо-Западных территориях в Канаде.

## География

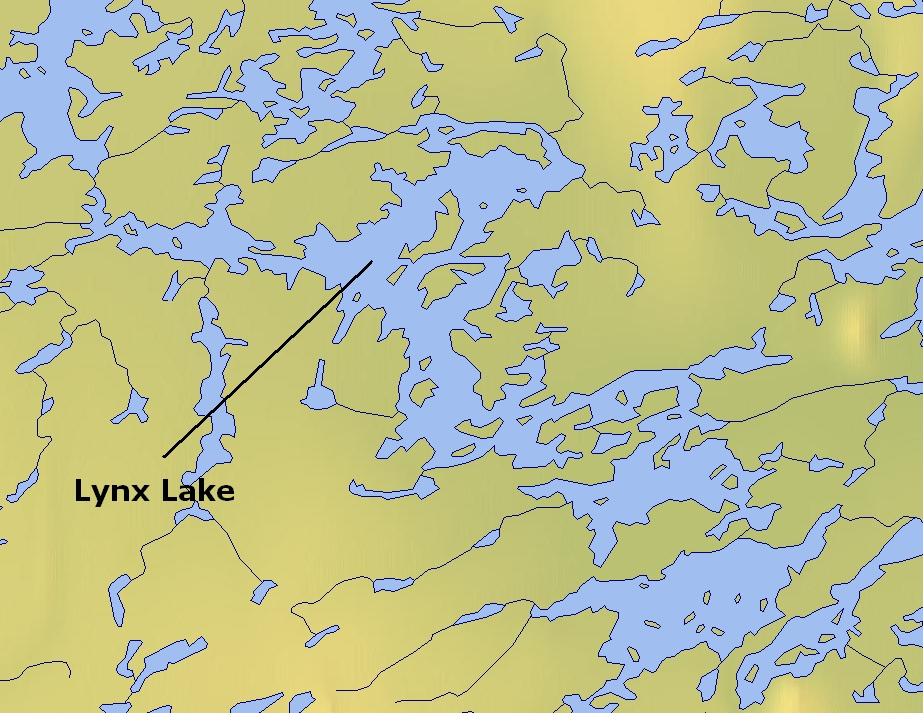
Карта озера Линкс

Озеро расположено на юго-востоке территории, восточнее Большого Невольничьего озера, в 420 км к востоку от Йеллоунайфа. Через озеро протекает река Телон, берущая начало в лежащем чуть севернее озере Уайтфиш и несущая свои воды по гигантской дуге вначале на север, а затем на восток через озёра Айберри, Беверли, Абердин, Шульц, Бейкер в залив Честерфилд Гудзонова залива. Озеро также принимает сток от небольших озёр: Брукс, Пенилан, Гардения, Ховард, Зукер

## Фауна
В водах озера водится озёрная форель, северная щука, арктический хариус. Животный мир представлен овцебыками, волками и тундровыми карибу.